# Helige Nikolaj Velimirović av Žičas kyrka
Helige Nikolaj Velimirović av Žičas kyrka (serbisk kyrilliska: Црква Светог Николаја Жичког; latinska: Crkva Svetog Nikolaja Žičkog; kyrkslaviska: Це́рковь Свѧтого Нїкола́ѧ Жицкого) är en serbisk-ortodox kyrkobyggnad belägen i byn Trešnjevica i kommunen Arilje, i regionen Šumadija och västra Serbien i västra Serbien.
Kyrkan är helgad åt den serbiske biskopen och teologen Helige Nikolaj Velimirović av Žiča. Den tillhör Žičas stift.

## Bilder

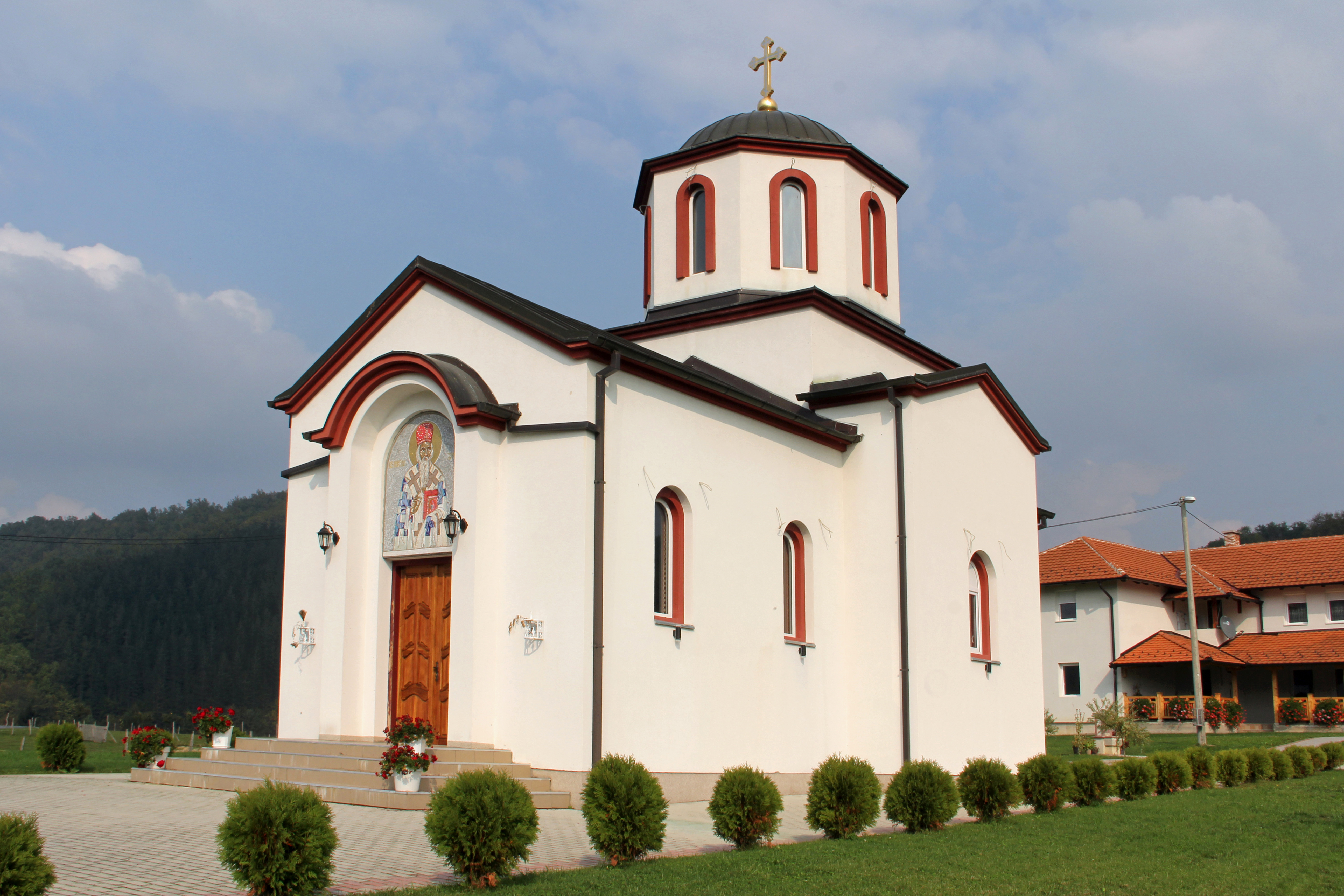
Kyrkan från andra sidan.
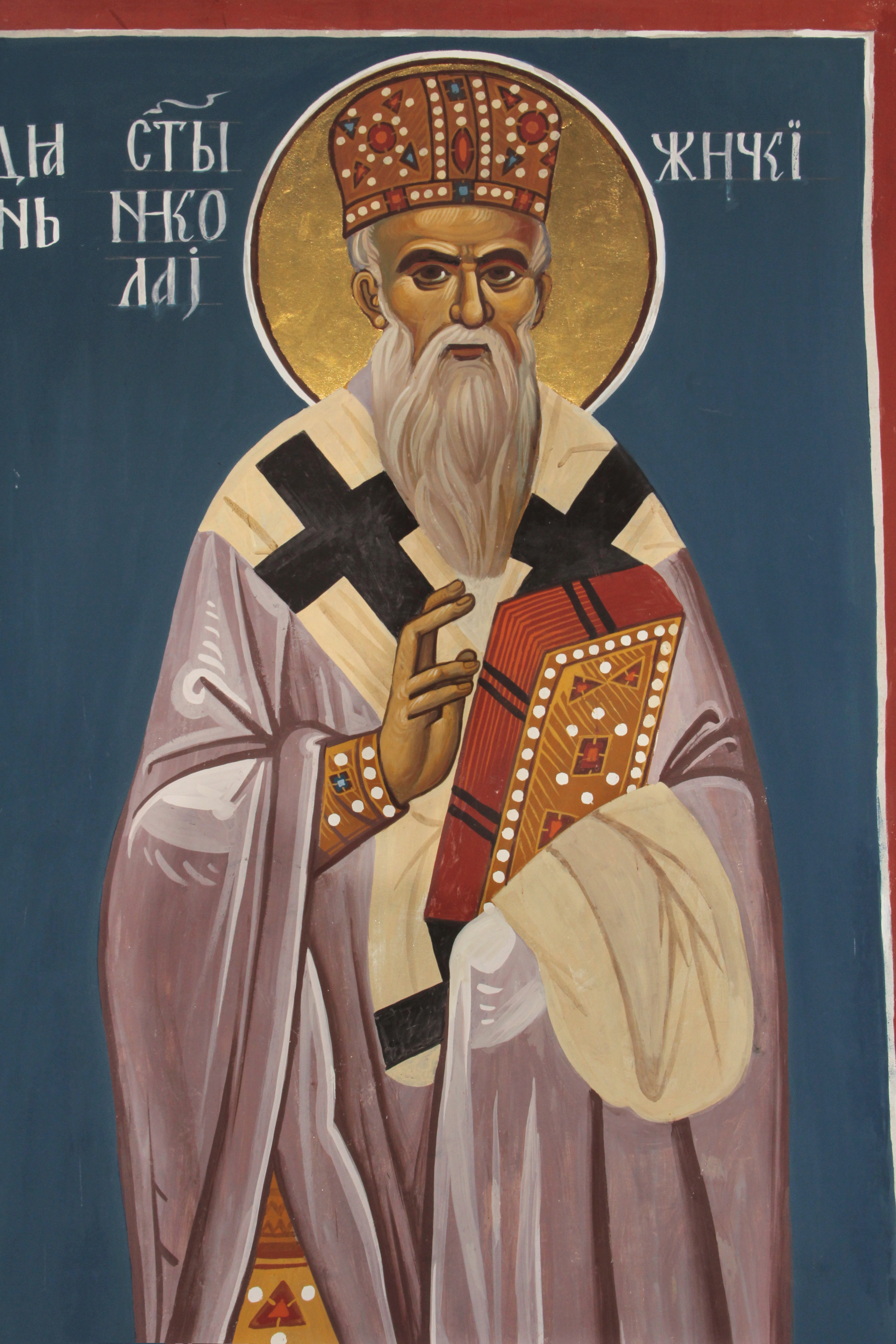
Nikolaj Velimirović avbildad inne i kyrkan.